# Barbarismo
Barbarismo, según el punto de vista normativo reflejado en el Diccionario de la lengua española (DLE) de la Real Academia Española (RAE), «es una incorrección que consiste en pronunciar o escribir mal las palabras, o en emplear vocablos impropios». Este concepto de barbarismo incluye extranjerismos no incorporados totalmente al idioma.
La palabra barbarismo también puede ser sinónimo de falta de cultura en el coloquio (véase Español coloquial), como por ejemplo pronunciar la letra "g" como la letra "y" a imitación de su pronunciación en el idioma inglés.[cita requerida] Dónde termina el barbarismo y dónde comienza el extranjerismo es una línea muy delgada y depende mucho de la influencia de los medios de comunicación de cada país.[cita requerida]
Los barbarismos pueden ser prosódicos, morfológicos y sintácticos, según afecten a la prosodia, morfología o sintaxis. Los barbarismos acaban a veces siendo aceptados por los órganos reguladores normativos, ya que su uso se generaliza a todos los registros e incluso a la literatura; p. ej.: control (del francés contrôle), hoy aceptado y antiguamente considerado barbarismo.[cita requerida]

## Ejemplos
Ejemplos de expresiones que pasan por barbarismos son: 
- a grosso modo por grosso modo: loc. lat. que significa ‘aproximadamente o a grandes rasgos’:[5] «El costo de la vida aquí corresponde, grosso modo, al de México» (Tibón Aventuras [Méx. 1986]). No es normativo anteponer la preposición a: a grosso modo.
- accesar por acceder
- aereopuerto o areopuerto por aeropuerto
- aigre por aire
- almóndigas por albóndigas
- ambos dos por ambos
- amolestaciones por amonestaciones
- andé por anduve
- bisted por bistec
- buebo por huevo
- cabo por quepo (del verbo caber)
- captus por cactus
- ce redonda por la letra ce
- cóptel por cóctel
- cobete o cuete por cohete
- conducí por conduje
- cónyugue por cónyuge
- defunto por difunto
- delicuente por delincuente
- dentrar por entrar
- descomponido por descompuesto
- dividible por divisible
- embraye, embrage, o embriague por embrague
- erupto o eruto por eructo
- estógamo por estómago
- estuata por estatua
- excena por escena
- excenario por escenario
- excribir por escribir
- extricto por estricto
- fortudo por forzudo
- fustración por frustración
- gomitar por vomitar
- haguemos por hagamos
- haiga por haya
- hueler o güeler por oler
- indiosincracia por idiosincrasia
- innundación por inundación
- insepto o insesto por insecto
- interperie por intemperie
- jarsé o jersé por jersey
- juegar por jugar
- kepchup por kétchup
- lívido o líbido por libido
- luenga por lengua
- lluviendo, lluvió por lloviendo, llovió
- madrasta por madrastra
- metereología por meteorología
- morido por muerto
- mostro, mounstro o mongstro por monstruo
- moniato por boniato
- nadien, naide o nadies, por nadie
- nieblina por neblina
- nievar por nevar
- ojebto u ocjeto por objeto
- pausterizar por pasteurizar
- pepsicología  por psicología
- pieses por pies (en plural)
- pixcina por piscina
- polecía , polecia o pulicía por policía
- polgo por polvo
- probe por pobre
- rampla por rampa
- rebundancia por redundancia
- reyendo por riendo
- rompido por roto
- ruyir o ruñir por roer
- sabo o sepo por sé (del verbo saber)
- sectáreo por sectario[6]
- secto o sesto por sexto
- sesi o seisi por sexy
- sindrome (pronunciado [sindróme]) por síndrome
- sofales por sofás
- sortudo por suertudo
- standart por estándar
- subadera por sudadera
- sujección por sujeción
- tasi o tatsis por taxi
- telesférico por teleférico
- tópsico por tóxico
- traducí por traduje
- trompezar por tropezar
- veniste por viniste
- himpócrita o hipróquita por hipócrita
- fuistes o juiste por fuiste
- dijistes por dijiste

Otros barbarismos serían los casos de palabras que deben escribirse separadas; por ejemplo, la expresión osea, que debe escribirse o sea. 
También se consideran barbarismos decir más mejor o más peor porque "mejor" y "peor" son comparativos de "bueno" y "malo", respectivamente. Para enfatizar dichos comparativos deben emplearse los auxiliares mucho... o ...todavía. Aplica igualmente a los comparativos mayor y menor (de grande y pequeño respectivamente) y superior e inferior (de alto y bajo). En estos últimos el auxiliar mucho se sustituye por muy (muy superior o muy inferior).